# アサギリソウ
アサギリソウ（朝霧草、学名：Artemisia schmidtiana）はキク科ヨモギ属の多年草である。北海道、東北、北陸、樺太、南千島の高山や海岸の岩場に分布する。和名は、表面の白色の毛を通して薄く緑の見える様子を朝霧に例える。仲秋（白露より寒露前まで）の季語。

## 特徴
高さ15～60cm、茎の先で多数に分枝する。葉は互生、幅約1mmに2回羽状に裂け、両面に白色の毛を持つ。8～10月に長めの枝を出し幅約5mmの頭花を下向きにつける。頭花は黄白色、花床には毛が生える。花の重みで枝は下方にたわみがちである。開花した茎は成長を止め、株元に次年の芽を形成する。地下茎は横に這う。
増やす場合、植え替えの際に株分けをするほか、さし芽も可能。さし芽は、晩春に伸びた茎を切ってさす。ただし、少しでも乾燥するとほとんど発根しない。

## 利用
古代から、薬効があるとされ、強い香り持つ。世界で最も強い酒といわれる「アブサン」は、この枝葉をアルコールで加工して作られている。ヨーロッパでは、香辛料としても利用されている。